# مرکز عملیات ایران
تشکیل مرکز عملیات ایران (به انگلیسی: Iran Mission Center) در ژوئن ۲۰۱۷ از طرف سازمان مرکزی اطلاعات آمریکا (سیا) مطرح شد. این مرکز جدید با مأموریت گردآوری و تحلیل اطلاعات ایران تشکیل شده‌است. این مرکز مسئولیت دارد تا کلیه پرسنل و تحلیلگران مرتبط به عملیات و متخصصان مربوط به ایران را از سایر بخش‌های سازمان سیا سرجمع کرده و این مرکز را شکل دهد.

## اهداف
تشکیل مرکز عملیات ایران نشان می‌دهد که آمریکا، نطام جمهوری اسلامی ایران را در کنار روسیه و کره شمالی به عنوان یکی از اهداف کسب اطلاعات و از اولویت‌های تمرکز فعالیت‌های سازمان مرکزی اطلاعات آمریکا قرار داده‌است.
رابرت ایتینگ از مقام‌های پیشین سیا در این باره گفت «مایکل دندریا رئیس این مرکز که در برنامه پهپادی سیا در خاورمیانه درگیر بوده‌است می‌تواند برنامه تهاجمی هوشمندانه علیه ایران تدارک ببیند.»
پیش از این دونالد ترامپ رئیس‌جمهور ایالات متحده آمریکا در رقابت‌های انتخاباتی اش جمهوری اسلامی ایران را دولت شماره یک حامی تروریسم خطاب کرد و رکس تیلرسون وزیر خارجه این کشور نیز ضمن مخالفت با توافقنامه اتمی موضع سختی علیه ایران اتخاذ کرده‌است. مایک پومپئو رئیس سازمان سیا نیز در نوامبر ۲۰۱۶ دربارهٔ دولت ایران گفته بود: «منتظر عقب‌گرد از این توافق فاجعه‌بار با بزرگترین دولت حامی تروریسم در جهان» هستیم. پومپئو با تشکیل این مرکز، عملیات جمع‌آوری اطلاعات ضد تروریسم و انجام عملیات ضد تروریستی را پذیرفته‌است.

## پیشینه
در سازمان مرکزی اطلاعات آمریکا قبلاً اتاقی بنام اتاق پارس وجود داشت که تحلیلگران و پرسنل عملیات مربوط به ایران در این اتاق گرد هم می‌آمدند که بعداً این مرکز به یک بخش منطقه‌ای گسترده‌تر تبدیل شد.

## رئیس مرکز
مایک دندریا توسط پامپئو رئیس سیا به عنوان رئیس این سازمان منصوب شد، مایکل قبلاً سرپرستی برنامه حملات پهپادی آمریکا را به عهده داشته‌است.

## واکنش ایران
تا کنون ایران به صورت رسمی در این رابطه موضعی اتخاذ نکرده‌است ولی اسماعیل کوثری رئیس پیشین اداره امنیت ستاد کل نیروهای مسلح این کشور گفت: «حربه جدید آمریکایی‌ها در خصوص جاسوسی از جمهوری اسلامی ایران قطعاً به نتیجه‌ای نخواهد رسید».